# Молодёжный парк (Самара)
Парк культуры и отдыха «Молодёжный» — городской парк, расположенный в Промышленном районе Самары по Ставропольской улице между Ново-Вокзальной и Воронежской улицами.

## История
Парк был открыт к 50-летнему юбилею комсомола, отмечаемому в 1976 году, и получил название «Парк им. 50-летия ВЛКСМ». В 1985 году на проспекте Юных пионеров между парком 50-летия ВЛКСМ и парком имени 50-летия Октября была открыта пешеходная Аллея трудовой славы.
В 1994 году парк был переименован в «Молодёжный».
Администрация города Самары и муниципальное предприятие «Парки Самары», в ведении которого находится данный парк, не уделяла достаточно внимания благоустройству и охране парка. Постепенно естественное озеро пересохло, вышли из строя все аттракционы и 25-метровое колесо обозрения. 
Часть территории парка, прилегающая к Ново-Вокзальной улице, была отдана в 2005 году главой города Георгием Лиманским под строительство торгового центра (постановление N 1721 от 22.06.05). В 2006 году после смены мэра постановление было оспорено прокуратурой.
К 2010 году на территории парка «Молодёжный» была построена деревянная православная церковь «в честь иконы Божией Матери Умиление».
В 2022 году началась реконструкция парка. В 2023 году дно бывшего озера выложили плиткой.